# François Clerc
François Clerc (Bourg-en-Bresse, Ain, 18 d'abril de 1983), és un futbolista professional francès. Juga de defensa i el seu primer equip va ser Toulouse FC.

## Selecció
Ha estat internacional amb la selecció francesa, en 13 partits.

## Clubs
| Club                          | Any       |
| ----------------------------- | --------- |
| Tolosa FC                     | 2004-2005 |
| Olympique de Lió              | 2005-2010 |
| OGC Nice                      | 2010-2012 |
| AS Saint-Étienne              | 2012-2016 |
| Gazélec Football Club Ajaccio | 2016-     |

## Palmarès

### Campionats nacionals
| Títol               | Club               | Any  |
| ------------------- | ------------------ | ---- |
| Ligue 1             | Olympique de Lió   | 2005 |
| Supercopa de França | Olympique Lyonnais | 2005 |
| Ligue 1             | Olympique Lyonnais | 2006 |
| Supercopa de França | Olympique Lyonnais | 2006 |
| Ligue 1             | Olympique Lyonnais | 2007 |
| Supercopa de França | Olympique Lyonnais | 2007 |
| Ligue 1             | Olympique Lyonnais | 2008 |